# Jeremy Stephens
Jeremy Stephens (Des Moines, Iowa; 26 de mayo de 1986) es un artista marcial mixto estadounidense que actualmente compite en la categoría de peso pluma en Ultimate Fighting Championship.

## Primeros años
De ascendencia mexicana, Jeremy Stephens nació en Des Moines, Iowa, creció en una casa rota. Cuando tenía ocho años, los padres de Stephens se divorciaron y él cambiaba constantemente de escuelas mientras vivían en varios apartamentos, refugios e incluso en el coche de su madre antes de trasladarse a Norwalk, Iowa, con su padre, a quien se le concedió la custodia de Jeremy cuando estaba en quinto grado. Creciendo, Stephens jugó al béisbol, al baloncesto y también compitió en lucha libre. Stephens asistió al instituto de secundaria de Norwalk donde destacaba en béisbol y wrestling, volviendo al wrestling durante su último año. Jeremy fue introducido en las artes marciales mixtas por su abuelo que también persuadió a Stephens de competir en wrestling. Mientras comenzaba su carrera en las MMA, Jeremy se hizo amigo de Josh Neer, también de Des Moines. El 23 de septiembre de 2017, Jeremy Stephens se casó con la mexicana Cindy Lopez.

## Carrera en artes marciales mixtas

### Carrera tempranera
A los 16 años, Stephens empezó en las artes marciales mixtas como aficionado y comenzó a entrenar a tiempo completo a la edad de 18 años. Stephens fue campeón de peso ligero de UGC y MCC.

### Ultimate Fighting Championship
Stephens fue derrotado por sumisión en la segunda ronda en su debut en la UFC contra el veterano Din Thomas, en UFC 71 el 26 de mayo de 2007.
Su primera victoria en la UFC fue contra Diego Saraiva, en UFC 76 por decisión unánime.
Jeremy consiguió su segunda victoria dentro del octágono, tras vencer a Cole Miller vía TKO en la segunda ronda en UFC Fight Night 12.
En el final de The Ultimate Fighter: Team Rampage vs. Team Forrest Finale, Jeremy se enfrentó al exentrenador y amigo Spencer Fisher. Perdió por decisión unánime.
Después de la derrota derrotó por nocaut al cinturón negro de BJJ y futuro campeón de peso ligero de UFC, Rafael dos Anjos, en UFC 91. En la tercera ronda le aterrizó un enorme uppercut a dos Anjos que lo dejó inconsciente. Ganó el premio por KO de la noche.
Stephens entró como reemplazo de Hermes Franca contra Joe Lauzon el 7 de febrero de 2009, en UFC Fight Night 17. Lauzon derrotó a Stephens con un armbar en la segunda ronda.
Luego, el 1 de abril de 2009 en UFC Fight Night: Condit vs. Kampmann, Stephens fue derrotado por Gleison Tibau y perdió su segunda pelea consecutiva por decisión unánime.
Se esperaba que Stephens regresara al octógono el 16 de septiembre de 2009 en UFC Fight Night: Diaz vs. Guillard contra el recién llegado a UFC, Ronnys Torres. Sin embargo, Torres sufrió una lesión durante el entrenamiento y fue reemplazado por Justin Buchholz. Stephens derrotó a Buchholz después de abrir un corte profundo en su frente, forzando al doctor a parar la lucha a mitad de la primera ronda. Ganó el premio a KO de la Noche.
Se esperaba que Stephens enfrentara a Nik Lentz el 11 de enero de 2010 en UFC Fight Night 20. Sin embargo, Stephens sufrió un corte y se vio obligado a retirarse de la lucha.
Stephens derrotó a Sam Stout por decisión dividida el 8 de mayo de 2010, en el UFC 113. Ganó el premio de Pelea de la Noche.
Stephens perdió ante Melvin Guillard el 25 de septiembre de 2010 en UFC 119 por decisión dividida.
Stephens se enfrentó a Marcus Davis el 1 de enero de 2011, en el UFC 125. Después de perder las dos primeras rondas, Stephens salió más agresivo en la tercera ronda y atrapó a Davis con un contragolpe que le dio el triunfo por KO. Ganó el premio a KO de la Noche.
Se esperaba que Stephens se enfrentara a Jonathan Brookins el 4 de junio de 2011 en The Ultimate Fighter 13 Finale. Sin embargo, Brookins fue forzado a abandonar combate por una lesión y fue sustituido por Danny Downes. Stephens derrotó a Downes por decisión unánime después de dominar las tres rondas.
Stephens enfrentó a Anthony Pettis el 8 de octubre de 2011, en UFC 136. Pettis derrotó a Stephens por decisión dividida.
Stephens reemplazó a Yves Edwards debido a una lesión contra Donald Cerrone el 15 de mayo de 2012, en UFC on Fuel TV: Korean Zombie vs. Poirier. Perdió la lucha por decisión unánime.
Se esperaba que Stephens enfrentara a Yves Edwards el 5 de octubre de 2012, en UFC on FX 5. Sin embargo, el combate fue cancelado debido a que Stephens fue arrestado el día del evento por un cargo de asalto que ocurría en 2011. La pelea finalmente se llevó a cabo el 8 de diciembre de 2012, en UFC en Fox 5. Edwards ganó por nocaut en la primera ronda, siendo el primer luchador en derrotar a Stephens por KO.
Stephens hizo su debut en peso pluma contra el novato Estevan Payan, el 25 de mayo de 2013 en el UFC 160. Ganó la sangrienta pelea por decisión unánime.
Se esperaba que Stephens se enfrentara a Rony Jason el 9 de octubre de 2013, en UFC Fight Night 29. Sin embargo, Jason se retiró de la pelea debido a una lesión (hernia lumbar). La pelea tuvo lugar el 9 de noviembre de 2013, en UFC Fight Night 32. Stephens ganó por nocaut en la primera ronda.
Stephens se enfrentó a Darren Elkins el 25 de enero de 2014, en UFC en Fox 10. Ganó la pelea por decisión unánime.
Stephens se enfrentó a Cub Swanson el 28 de junio de 2014, en UFC Fight Night 44. Perdió la pelea por decisión unánime. Ganó el premio de Pelea de la Noche.
Stephens enfrentó a Charles Oliveira el 12 de diciembre de 2014, en The Ultimate Fighter 20 Finale. Perdió la pelea por decisión unánime.
Stephens se enfrentó a Dennis Bermúdez el 11 de julio de 2015, en UFC 189. Ganó la pelea por TKO debido a un rodillazo volador y golpes.
Stephens se enfrentó a Max Holloway el 12 de diciembre de 2015, en el UFC 194. Perdió la pelea por decisión unánime.
Stephens se enfrentó a Renan Barão el 29 de mayo de 2016 en UFC Fight Night 88. Ganó la pelea por decisión unánime. Ambos participantes recibieron el premio a Pelea de la Noche por su actuación.
Stephens se enfrentó a Frankie Edgar el 12 de noviembre de 2016, en UFC 205. Perdió la pelea por decisión unánime.
Stephens se enfrentó a Renato Moicano el 15 de abril de 2017 en UFC en Fox 24. Perdió la pelea por decisión dividida.
Stephens se enfrentó a Gilbert Melendez el 9 de septiembre de 2017 en el UFC 215. Ganó la pelea por decisión unánime. Ambos peleadores recibieron los premios extra a la Pelea de la Noche por su actuación.
Stephens se enfrentó a Doo Ho Choi el 14 de enero de 2018, en UFC Fight Night: Stephens vs. Choi. Ganó la pelea por TKO en la segunda ronda. Ambos peleadores recibieron el premio por la Pelea de la Noche.
Stephens se enfrentó a Josh Emmett el 24 de febrero de 2018 en UFC on Fox 28. Ganó la pelea por nocaut en la segunda ronda. Tras el combate, recibió el premio a la Actuación del a Noche.
Stephens se enfrentó al excampeón de peso pluma de UFC, José Aldo, el 28 de julio de 2018 en UFC on Fox: Alvarez vs. Poirier 2. Perdió la pelea a través de TKO en la primera ronda.
Stephens se enfrentó a Zabit Magomedsharipov el 2 de marzo de 2019 en UFC 235. Perdió el combate por decisión unánime.
Stephens se enfrentó a Yair Rodríguez el 21 de septiembre de 2019 en el evento principal de UFC Fight Night: Rodríguez vs. Stephens. El combate terminó con un "Sin resultado" a los 15 segundos del primer asalto después de que Rodríguez golpeara accidentalmente a Stephens en el ojo izquierdo, impidiéndole continuar.
Stephens se enfrentó a Yair Rodríguez en una revancha el 18 de octubre de 2019 en UFC on ESPN: Reyes vs. Weidman. Perdió el combate por decisión unánime. Este combate le valió el premio a la Pelea de la Noche.
Stephens estaba programada para enfrentar a Calvin Kattar el 18 de abril de 2020 en el UFC 249. Sin embargo, el 9 de abril, Dana White, el presidente de la UFC anunció que este evento fue pospuesto y el combate finalmente se realizó el 9 de mayo de 2020. En el pesaje del 8 de mayo, Stephens no alcanzó el peso, pesando 150.5 libras, 4.5 libras por encima del límite de peso pluma sin título. Como resultado, el combate se celebró como un combate de peso intermedio y Stephens fue multado con el 20% de su bolsa. A pesar de tener éxito y superar a Kattar en el primer asalto, Stephens perdió el combate por nocaut técnico en el segundo.
Stephens tenía previsto enfrentarse a Arnold Allen el 7 de noviembre de 2020 en UFC on ESPN: Santos vs. Teixeira. Sin embargo, Stephens se vio obligado a retirarse del evento, alegando una lesión.
Se esperaba que Stephens regresara a la división de peso ligero por primera vez desde 2012 para enfrentarse a Drakkar Klose en UFC on ESPN: Whittaker vs. Gastelum. Sin embargo, el día del evento, se anunció que el combate se había cancelado debido a que Klose sufrió una lesión en la columna vertebral como resultado de un empujón de Stephens en el pesaje.
Stephens se enfrentó a Mateusz Gamrot el 17 de julio de 2021 en UFC on ESPN: Makhachev vs. Moisés. Perdió el combate por sumisión en el primer asalto.

## Vida personal
De etnia mexicano-americana y americano blanco, Stephens tiene dos hijas. Es un buen amigo del expeleador de la UFC Anton Kuivanen.

## Campeonatos y logros
- Ultimate Fighting Championship
  - KO de la Noche (tres veces)
  - Pelea de la Noche (seis veces)
  - Actuación de la Noche (una vez)

## Récord en artes marciales mixtas
| Resultado     | Récord    | Oponente              | Método                              | Evento                                                       | Fecha                    | Ronda | Tiempo | Localización            | Notas                                                                     |
| ------------- | --------- | --------------------- | ----------------------------------- | ------------------------------------------------------------ | ------------------------ | ----- | ------ | ----------------------- | ------------------------------------------------------------------------- |
| Victoria      | 29–20 (1) | Myles Price           | Decisión (dividida)                 | PFL 4                                                        | 17 de junio de 2022      | 3     | 5:00   | Atlanta, Georgia        |                                                                           |
| Derrota       | 28–20 (1) | Clay Collard          | Decisión (unánime)                  | PFL 1                                                        | 20 de abril de 2022      | 3     | 5:00   | Arlington, Texas        |                                                                           |
| Derrota       | 28–19 (1) | Mateusz Gamrot        | Sumisión (kimura)                   | UFC on ESPN: Makhachev vs. Moisés                            | 17 de julio de 2021      | 1     | 1:05   | Las Vegas, Nevada       | Regreso al peso ligero.                                                   |
| Derrota       | 28–18 (1) | Calvin Kattar         | TKO (codazos y golpes)              | UFC 249                                                      | 9 de mayo de 2020        | 2     | 2:42   | Jacksonville, Florida   | Combate de peso acordado (150.5 libras); Stephens no alcanzó el peso.     |
| Derrota       | 28–17 (1) | Yair Rodríguez        | Decisión (unánime)                  | UFC on ESPN: Reyes vs. Weidman                               | 18 de octubre de 2019    | 3     | 5:00   | Boston, Massachusetts   | Pelea de la Noche.                                                        |
| Sin resultado | 28–16 (1) | Yair Rodríguez        | Sin resultado (piquetes a los ojos) | UFC Fight Night: Rodríguez vs. Stephens                      | 21 de septiembre de 2019 | 1     | 0:15   | Ciudad de México        | Un golpe accidental en el ojo hizo que Stephens no pudiera continuar.     |
| Derrota       | 28–16     | Zabit Magomedsharipov | Decisión (unánime)                  | UFC 235                                                      | 2 de marzo de 2019       | 3     | 5:00   | Paradise, Nevada        |                                                                           |
| Derrota       | 28–15     | José Aldo             | TKO (golpes al cuerpo)              | UFC on Fox: Alvarez vs. Poirier 2                            | 28 de julio de 2018      | 1     | 4:19   | Calgary, Alberta        |                                                                           |
| Victoria      | 28–14     | Josh Emmett           | TKO (golpes y codazos)              | UFC on Fox: Emmett vs. Stephens                              | 24 de febrero de 2018    | 2     | 1:35   | Orlando, Florida        | Actuación de la Noche.                                                    |
| Victoria      | 27–14     | Doo Ho Choi           | TKO (golpes y codazos)              | UFC Fight Night: Stephens vs. Choi                           | 14 de enero de 2018      | 2     | 2:36   | San Luis, Misuri        | Pelea de la Noche.                                                        |
| Victoria      | 26–14     | Gilbert Melendez      | Decisión (unánime)                  | UFC 215                                                      | 9 de septiembre de 2017  | 3     | 5:00   | Edmond, Alberta         | Pelea de la Noche.                                                        |
| Derrota       | 25–14     | Renato Moicano        | Decisión (dividida)                 | UFC on Fox: Johnson vs. Reis                                 | 15 de abril de 2017      | 3     | 5:00   | Kansas City, Misuri     |                                                                           |
| Derrota       | 25–13     | Frankie Edgar         | Decisión (unánime)                  | UFC 205                                                      | 12 de noviembre de 2016  | 3     | 5:00   | New York City, New York |                                                                           |
| Victoria      | 25–12     | Renan Barão           | Decisión (unánime)                  | UFC Fight Night: Almeida vs. Garbrandt                       | 29 de mayo de 2016       | 3     | 5:00   | Las Vegas, Nevada       | Pelea de la Noche.                                                        |
| Derrota       | 24–12     | Max Holloway          | Decisión (unánime)                  | UFC 194                                                      | 12 de diciembre de 2015  | 3     | 5:00   | Las Vegas, Nevada       |                                                                           |
| Victoria      | 24–11     | Dennis Bermúdez       | TKO (rodilla voladora y golpes)     | UFC 189                                                      | 11 de julio de 2015      | 3     | 0:32   | Las Vegas, Nevada       | Combate de peso acordado (149.5 libras); Stephens no alcanzó el peso.     |
| Derrota       | 23–11     | Charles Oliveira      | Decisión (unánime)                  | The Ultimate Fighter: A Champion Will be Crowned Finale      | 12 de diciembre de 2014  | 3     | 5:00   | Las Vegas, Nevada       | Combate de peso acordado (146.5 libras); Oliveira no cumplió con el peso. |
| Derrota       | 23–10     | Cub Swanson           | Decisión (unánime)                  | UFC Fight Night: Swanson vs. Stephens                        | 28 de junio de 2014      | 3     | 2:33   | San Antonio, Texas      | Pelea de la Noche.                                                        |
| Victoria      | 23–9      | Darren Elkins         | Decisión (unánime)                  | UFC on Fox: Henderson vs. Thomson                            | 25 de enero de 2014      | 3     | 5:00   | Chicago, Illinois       |                                                                           |
| Victoria      | 22–9      | Rony Jason            | KO (head kick)                      | UFC Fight Night: Belfort vs. Henderson                       | 9 de noviembre de 2013   | 1     | 0:40   | Goiânia                 |                                                                           |
| Victoria      | 21–9      | Estevan Payan         | Decisión (unánime)                  | UFC 160                                                      | 25 de mayo de 2013       | 3     | 5:00   | Las Vegas, Nevada       | Debut en peso pluma.                                                      |
| Derrota       | 20–9      | Yves Edwards          | KO (golpes y codos)                 | UFC on Fox: Henderson vs. Diaz                               | 8 de diciembre de 2012   | 1     | 1:55   | Seattle, Washington     |                                                                           |
| Derrota       | 20–8      | Donald Cerrone        | Decisión (unánime)                  | UFC on Fuel TV: Korean Zombie vs. Poirier                    | 15 de mayo de 2012       | 3     | 5:00   | Fairfax, Virginia       |                                                                           |
| Derrota       | 20–7      | Anthony Pettis        | Decisión (dividida)                 | UFC 136                                                      | 8 de octubre de 2011     | 3     | 5:00   | Houston, Texas          |                                                                           |
| Victoria      | 20–6      | Danny Downes          | Decisión (unánime)                  | The Ultimate Fighter: Team Lesnar vs. Team dos Santos Finale | 4 de junio de 2011       | 3     | 5:00   | Las Vegas, Nevada       |                                                                           |
| Victoria      | 19–6      | Marcus Davis          | KO (golpes)                         | UFC 125                                                      | 1 de enero de 2011       | 3     | 2:33   | Las Vegas, Nevada       | KO de la Noche.                                                           |
| Derrota       | 18–6      | Melvin Guillard       | Decisión (dividida)                 | UFC 119                                                      | 25 de septiembre de 2010 | 3     | 5:00   | Indianapolis, Indiana   |                                                                           |
| Victoria      | 18–5      | Sam Stout             | Decisión (dividida)                 | UFC 113                                                      | 8 de mayo de 2010        | 3     | 5:00   | Montreal                | Pelea de la Noche.                                                        |
| Victoria      | 17–5      | Justin Buchholz       | TKO (parada médica)                 | UFC Fight Night: Diaz vs. Guillard                           | 16 de septiembre de 2009 | 1     | 3:32   | Oklahoma City, Oklahoma | Parada médica debido a corte. KO de la Noche.                             |
| Derrota       | 16–5      | Gleison Tibau         | Decisión (unánime)                  | UFC Fight Night: Condit vs. Kampmann                         | 1 de abril de 2009       | 3     | 5:00   | Nashville, Tennessee    |                                                                           |
| Derrota       | 16–4      | Joe Lauzon            | Sumisión (armbar)                   | UFC Fight Night: Lauzon vs. Stephens                         | 7 de febrero de 2009     | 2     | 4:43   | Tampa, Florida          |                                                                           |
| Victoria      | 16–3      | Rafael dos Anjos      | KO (golpes)                         | UFC 91                                                       | 15 de noviembre de 2008  | 3     | 0:39   | Las Vegas, Nevada       | KO de la Noche.                                                           |
| Derrota       | 15–3      | Spencer Fisher        | Decisión (unánime)                  | The Ultimate Fighter: Team Rampage vs. Team Forrest Finale   | 21 de junio de 2008      | 3     | 5:00   | Las Vegas, Nevada       |                                                                           |
| Victoria      | 15–2      | Cole Miller           | TKO (golpes y codos)                | UFC Fight Night: Swick vs. Burkman                           | 23 de enero de 2008      | 2     | 4:44   | Las Vegas, Nevada       |                                                                           |
| Victoria      | 14–2      | Diego Saraiva         | Decisión (unánime)                  | UFC 76                                                       | 22 de septiembre de 2007 | 3     | 5:00   | Anaheim, California     |                                                                           |
| Victoria      | 13–2      | Nick Walker           | TKO (golpes)                        | MCC 9: Heatwave                                              | 27 de julio de 2007      | 1     | 4:45   | Des Moines, Iowa        |                                                                           |
| Derrota       | 12–2      | Din Thomas            | Sumisión (armbar)                   | UFC 71                                                       | 26 de mayo de 2007       | 2     | 2:44   | Las Vegas, Nevada       |                                                                           |
| Victoria      | 12–1      | Vern Jefferson        | TKO (golpes)                        | Greensparks: Full Contact Fighting 3                         | 17 de marzo de 2007      | 1     | 3:58   | Des Moines, Iowa        |                                                                           |
| Victoria      | 11–1      | Norm Alexander        | Sumisión (triangle choke)           | TFC: Battle at the Barn                                      | 21 de febrero de 2007    | 1     | 3:26   | Des Moines, Iowa        |                                                                           |
| Victoria      | 10–1      | Chris Mickle          | TKO (golpes)                        | MCC 5: Thanksgiving Throwdown                                | 22 de noviembre de 2006  | 4     | 0:27   | Des Moines, Iowa        |                                                                           |
| Victoria      | 9–1       | Aaron Williams        | TKO (golpes)                        | Universal Gladiator Championships 4                          | 22 de septiembre de 2006 | 1     | N/A    | Kenner, Louisiana       |                                                                           |
| Victoria      | 8–1       | Doug Alcorn           | Sumisión (armbar)                   | Greensparks: Full Contact Fighting 1                         | 19 de agosto de 2006     | 1     | 1:56   | Clive, Iowa             |                                                                           |
| Victoria      | 7–1       | Chris Mickle          | TKO (golpes)                        | MCC 4: The Rematch                                           | 15 de julio de 2006      | 2     | 3:36   | Des Moines, Iowa        |                                                                           |
| Victoria      | 6–1       | Kendrick Johnson      | TKO (golpes)                        | Midwest Cage Championships 1                                 | 11 de febrero de 2006    | 1     | 1:46   | Des Moines, Iowa        |                                                                           |
| Victoria      | 5–1       | Will Shutt            | TKO (golpes)                        | XKK: Trials                                                  | 27 de agosto de 2005     | 1     | 1:19   | Des Moines, Iowa        |                                                                           |
| Victoria      | 4–1       | Sharome Blanchard     | TKO (golpes)                        | XKK: Des Moines                                              | 19 de marzo de 2005      | 1     | 2:36   | Des Moines, Iowa        |                                                                           |
| Derrota       | 3–1       | Chris Mickle          | Sumisión (rear naked choke)         | Downtown Destruction 3                                       | 2 de mayo de 2005        | 2     | 1:51   | Des Moines, Iowa        |                                                                           |
| Victoria      | 3–0       | Chris Caleb           | TKO (golpes)                        | Downtown Destruction 2                                       | 2 de febrero de 2005     | 1     | 1:44   | Owatonna, Minnesota     |                                                                           |
| Victoria      | 2–0       | Gary Percival         | Sumisión (golpes)                   | Jungle Madness 2                                             | 15 de enero de 2005      | 1     | N/A    | Des Moines, Iowa        |                                                                           |
| Victoria      | 1–0       | Ted Worthington       | TKO (golpes)                        | Downtown Destruction 1                                       | 12 de enero de 2005      | 1     | 0:33   | Des Moines, Iowa        | Debut en peso ligero.                                                     |